# 9이닝당 볼넷
야구 기록에서 9이닝당 볼넷(bases on balls per nine innings pitched 또는 walks per nine innings, 약자로 BB/9IP, BB/9, W/9)는 투수가 9이닝을 던졌을 때 내주는 볼넷의 평균 숫자를 의미한다. 계산 방법은 허용한 볼넷에 9를 곱하고 이를 다시 투구 이닝수로 나눈다.